# Bridges to Babylon Tour
Bridges To Babylon Tour – światowa trasa koncertowa The Rolling Stones, która odbyła się na przełomie 1997 i 1998 r. Na trasie zespół zarobił łącznie prawie 250 mln $. W trakcie trasy odbyło się 100 koncertów.

## Program koncertów
1. "I Can't Get No (Satisfaction)"
2. "Let's Spend The Night Together"
3. "Flip The Switch"
4. "Gimme Shelter"
5. "Anybody Seen My Baby?"
6. "Saint of Me"
7. "Out of Control"
8. "Miss You"
9. "All About You"
10. "Wanna Hold You"
11. "Sympathy for the Devil"
12. "Tumbling Dice"
13. "Honky Tonk Women"
14. "Start Me Up"
15. "Jumpin’ Jack Flash"
16. "You Can't Get Always Get What You Want"
17. "Brown Sugar"

## Lista koncertów
1. 23 września 1997 – Chicago, Illinois, USA – Soldier Field
2. 25 września 1997 – Chicago, Illinois, USA – Soldier Field
3. 27 września 1997 – Columbus, Ohio, USA – Ohio Stadium
4. 30 września 1997 – Winnipeg, Kanada – Winnipeg Stadium
5. 2 października 1997 – Edmonton, Kanada – Commonwealth Stadium
6. 6 października 1997 – Madison, Wisconsin, USA – Camp Randall Stadium
7. 8 października 1997 – Orchard Park, Nowy Jork, USA – Rich Stadium
8. 10 października 1997 – Charlotte, Karolina Północna, USA – Ericsson Stadium
9. 12 października 1997 – Filadelfia, Pensylwania, USA – Veterans Stadium
10. 16 października 1997 – East Rutherford, New Jersey, USA – Giants Stadium
11. 17 października 1997 – East Rutherford, New Jersey, USA – Giants Stadium
12. 20 października 1997 – Foxborough, Massachusetts, USA – Foxboro Stadium
13. 21 października 1997 – Foxborough, Massachusetts, USA – Foxboro Stadium
14. 23 października 1997 – Landover, Maryland, USA – Jack Kent Cookie Stadium
15. 26 października 1997 – Nashville, Tennessee, USA – Vanderbilt Stadium
16. 28 października 1997 – Norman, Oklahoma, USA – Owen Field
17. 30 października 1997 – Albuquerque, Nowy Meksyk, USA – University Stadium
18. 1 listopada 1997 – Fort Worth, Teksas, USA – Texas Motor Speedway
19. 7 listopada 1997 – Tempe, Arizona, USA – Sun Devil Stadium
20. 9 listopada 1997 – Los Angeles, Kalifornia, USA – Dodger Stadium
21. 10 listopada 1997 – Los Angeles, Kalifornia, USA – Dodger Stadium
22. 14 listopada 1997 – Oakland, Kalifornia, USA – Oakland Alameda County Coliseum
23. 15 listopada 1997 – Oakland, Kalifornia, USA – Oakland Alameda County Coliseum
24. 18 listopada 1997 – Oakland, Kalifornia, USA – Oakland Alameda County Coliseum
25. 19 listopada 1997 – Oakland, Kalifornia, USA – Oakland Alameda County Coliseum
26. 22 listopada 1997 – Las Vegas, Nevada, USA – MGM Grand Garden Arena
27. 25 listopada 1997 – Minneapolis, Minnesota, USA – Hubert H. Humprey Metrodome
28. 28 listopada 1997 – Seattle, Waszyngton, USA – Kingdome
29. 2 grudnia 1997 – Pontiac, Michigan, USA – Pontiac Silverdome
30. 5 grudnia 1997 – Miami, Floryda, USA – Orange Bowl
31. 7 grudnia 1997 – Orlando, Floryda, USA – Citrus Bowl
32. 12 grudnia 1997 – St. Louis, Missouri, USA – TWA Dome
33. 5 stycznia 1998 – Quebec, Kanada – Colisée de Quebec
34. 14 stycznia 1998 – Nowy Jork, USA – Madison Square Garden
35. 16 stycznia 1998 – Nowy Jork, USA – Madison Square Garden
36. 17 stycznia 1998 – Nowy Jork, USA – Madison Square Garden
37. 23 stycznia 1998 – Honolulu, Hawaje, USA – Aloha Stadium
38. 24 stycznia 1998 – Honolulu, Hawaje, USA – Aloha Stadium
39. 28 stycznia 1998 – Vancouver, Kanada – BC Place Stadium
40. 30 stycznia 1998 – Portland, Oregon, USA – Rose Garden
41. 31 stycznia 1998 – Portland, Oregon, USA – Rose Garden
42. 3 lutego 1998 – San Diego, Kalifornia, USA – Qualcomm Stadium
43. 7 lutego 1998 – Meksyk, Meksyk – Foro Sol
44. 9 lutego 1998 – Meksyk, Meksyk – Foro Sol
45. 12 lutego 1998 – Houston, Teksas, USA – The Summit
46. 13 lutego 1998 – Houston, Teksas, USA – The Summit
47. 12 marca 1998 – Tokio, Japonia – Tokyo Dome
48. 14 marca 1998 – Tokio, Japonia – Tokyo Dome
49. 16 marca 1998 – Tokio, Japonia – Tokyo Dome
50. 17 marca 1998 – Tokio, Japonia – Tokyo Dome
51. 20 marca 1998 – Osaka, Japonia – Osaka Dome
52. 21 marca 1998 – Osaka, Japonia – Osaka Dome
53. 29 marca 1998 – Buenos Aires, Argentyna – River Plate Stadium
54. 30 marca 1998 – Buenos Aires, Argentyna – River Plate Stadium
55. 2 kwietnia 1998 – Buenos Aires, Argentyna – River Plate Stadium
56. 4 kwietnia 1998 – Buenos Aires, Argentyna – River Plate Stadium
57. 5 kwietnia 1998 – Buenos Aires, Argentyna – River Plate Stadium
58. 11 kwietnia 1998 – Rio de Janeiro, Brazylia – Praça da Apoteose
59. 13 kwietnia 1998 – São Paulo, Brazylia – Estádio Ícaro de Castro Mello
60. 17 kwietnia 1998 – Syracuse, Nowy Jork, USA – Carrier Dome
61. 19 kwietnia 1998 – Montreal, Kanada – Molson Centre
62. 20 kwietnia 1998 – Montreal, Kanada – Molson Centre
63. 23 kwietnia 1998 – Chicago, Illinois, USA – United Center
64. 26 kwietnia 1998 – Toronto, Kanada – SkyDome
65. 13 czerwca 1998 – Norymberga, Niemcy – Zeppelinfield
66. 20 czerwca 1998 – Werchter, Belgia – Rock Werchter
67. 21 czerwca 1998 – Werchter, Belgia – Rock Werchter
68. 24 czerwca 1998 – Düsseldorf, Niemcy – Rheinstadion
69. 26 czerwca 1998 – Hanower, Niemcy – Expo Geleande
70. 1 lipca 1998 – Amsterdam, Holandia – Amsterdam Arena
71. 2 lipca 1998 – Amsterdam, Holandia – Amsterdam Arena
72. 5 lipca 1998 – Amsterdam, Holandia – Amsterdam Arena
73. 6 lipca 1998 – Amsterdam, Holandia – Amsterdam Arena
74. 9 lipca 1998 – Frauenfeld, Szwajcaria – Pferderenbahn
75. 11 lipca 1998 – Wiener Neustadt, Austria – Flugfeld
76. 13 lipca 1998 – Monachium, Niemcy – Olympiastadion
77. 16 lipca 1998 – Malaga, Hiszpania – Puerto de Málaga
78. 18 lipca 1998 – Vigo, Hiszpania – Estadio Balaídos
79. 20 lipca 1998 – Barcelona, Hiszpania – Estadi Olímpic Lluís Companys
80. 25 lipca 1998 – Paryż, Francja – Stade de France
81. 27 lipca 1998 – Gelsenkirchen, Niemcy – Parkstadion
82. 29 lipca 1998 – Kopenhaga, Dania – Idraetsparken
83. 31 lipca 1998 – Göteborg, Szwecja – Nya Ullevi
84. 2 sierpnia 1998 – Oslo, Norwegia – Valle Hovin
85. 5 sierpnia 1998 – Helsinki, Finlandia – Olympiastadion
86. 8 sierpnia 1998 – Tallinn, Estonia – Song Festival Grounds
87. 11 sierpnia 1998 – Moskwa, Rosja – Stadion Łużniki
88. 14 sierpnia 1998 – Chorzów, Polska – Stadion Śląski
89. 20 sierpnia 1998 – Zagrzeb, Chorwacja – Zagreb Hippodrome
90. 22 sierpnia 1998 – Praga, Czechy – Mala Sportovni Hala
91. 26 sierpnia 1998 – Berlin, Niemcy – Olympiastadion
92. 28 sierpnia 1998 – Lipsk, Niemcy – Festwiese
93. 30 sierpnia 1998 – Hamburg, Niemcy – Trabrennbahn Bahrenfeld
94. 2 września 1998 – Brema, Niemcy – Weserstadion
95. 5 września 1998 – Haga, Holandia – Malieveld
96. 8 września 1998 – Sztokholm, Szwecja – Ericsson Globe
97. 10 września 1998 – Berlin, Niemcy – Waldbühne
98. 12 września 1998 – Mannheim, Niemcy – Maimarkt
99. 16 września 1998 – Ateny, Grecja – Olympiastadion
100. 19 września 1998 – Stambuł, Turcja – Ali Sami Yen Stadium

## Artyści supportujący The Rolling Stones
- Blues Traveler
- Foo Fighters
- Sheryl Crow
- The Smashing Pumpkins
- Dave Matthews Band
- Matchbox 20
- Jamiroquai
- Third Eye Blind
- The Wallflowers
- Pearl Jam
- Santana
- Kenny Wayne Shepherd
- Joshua Redman
- Our Lady Peace
- Fiona Apple
- Jonny Lang
- Jean-Louis Aubert
- El Tri
- Bob Dylan
- Buddy Guy
- Wide Mouth Mason
- Simple Minds
- Hothouse Flowers
- Seahorses
- Big Country
- Splean
- Dżem
- The Corrs
- Soundtrack of our Lives

## Zespół

### The Rolling Stones
- Mick Jagger – wokal prowadzący, gitara elektryczna, harmonijka ustna, keyboardy, instrumenty perkusyjne
- Keith Richards – wokal, gitara elektryczna
- Ron Wood – gitara elektryczna, chórki, keyboardy
- Charlie Watts – perkusja

### Muzycy dodatkowi
- Darryl Jones – gitara basowa, chórki
- Chuck Leavell – keyboardy, chórki
- Bobby Keys – saksofon
- Andy Snitzer – saksofon, keyboardy
- Tim Ries – saksofon, keyboardy
- Micheal Davis – puzon
- Kent Smith – trąbka
- Lisa Fischer – chórki
- Bernard Fowler – chórki, instrumenty perkusyjne
- Blondie Chaplin – chórki, instrumenty perkusyjne

## Przychody z koncertów
| Państwo    | Miasto          | Miejsce koncertu                | Sprzedaż biletów/Dostępne | Przychód     |
| ---------- | --------------- | ------------------------------- | ------------------------- | ------------ |
| USA        | Chicago         | Soldier Field                   | 107 186/107 186           | $6 260 000   |
| USA        | Columbus        | Ohio Stadium                    | 60 621/60 621             | $3 553 069   |
| Kanada     | Winnipeg        | Winnipeg Stadium                | 34 685/40 000             | $1 575 160   |
| Kanada     | Edmonton        | Commonwealth Stadium            | 44 036/44 036             | $2 033 971   |
| USA        | Madison         | Camp Randall Stadium            | 27 087/35 000             | $1 460 425   |
| USA        | Orchard Park    | Rich Stadium                    | 30 404/35 000             | $1 655 588   |
| USA        | Charlotte       | Ericsson Stadium                | 54 436/54 436             | $3 126 945   |
| USA        | Filadelfia      | Veterans Stadium                | 56 651/56 651             | $3 275 572   |
| USA        | East Rutherford | Giants Stadium                  | 118 610/118 610           | $6 823 242   |
| USA        | Foxborough      | Foxboro Stadium                 | 84 696/84 696             | $4 839 760   |
| USA        | Landover        | Jack Kent Cookie Stadium        | 55 654/55 654             | $3 195 710   |
| USA        | Nashville       | Vanderbilt Stadium              | 45 193/45 193             | $2 551 578   |
| USA        | Norman          | Owen Field                      | 53 327/53 327             | $3 076 378   |
| USA        | Albuqerque      | University Stadium              | 34 362/34 362             | $2 075 326   |
| USA        | Fort Worth      | Texas Motor Speedway            | 43 496/50 000             | $3 030 330   |
| USA        | Tempe           | Sun Devil Stadium               | 47 056/47 056             | $2 669 842   |
| USA        | Los Angeles     | Dodger Stadium                  | 90 519/90 519             | $5 338 429   |
| USA        | Oakland         | Oakland Alameda County Coliseum | 186 220/186 220           | $10 955 527  |
| USA        | Las Vegas       | MGM Grand Garden Arena          | 12 750/12 750             | $2 925 800   |
| USA        | Minneapolis     | Hubert H. Humphrey Metrodome    | 46 265/46 265             | $2 674 383   |
| USA        | Seattle         | Kingdome                        | 42 258/42 258             | $2 411 261   |
| USA        | Pontiac         | Pontiac Silverdome              | 51 466/51 466             | $2 801 714   |
| USA        | Miami           | Orange Bowl                     | 53 547/55 000             | $3 680 635   |
| USA        | Orlando         | Citrus Bowl                     | 32 723/35 000             | $1 817 499   |
| USA        | Atlanta         | Georgia Dome                    | 52 232/52 232             | $3 008 665   |
| USA        | St. Louis       | TWA Dome                        | 46 474/46 474             | $2 538 881   |
| Kanada     | Quebec City     | Colisée de Quebec               | 11 993/11 993             | $415 705     |
| USA        | New York City   | Madison Square Garden           | 53 626/53 626             | $6 395 818   |
| USA        | Honolulu        | Aloha Stadium                   | 54 006/60 000             | $6 395 818   |
| Kanada     | Vancouver       | BC Place Stadium                | 37 058/40 000             | $1 472 119   |
| USA        | Portland        | Rose Garden                     | 35 059/35 053             | $2 975 914   |
| USA        | San Diego       | Qualcomm Stadium                | 55 507/55 507             | $3 220 069   |
| Meksyk     | Meksyk          | Foro Sol                        | 88 700/88 700             | $3 902 244   |
| USA        | Houston         | The Summit                      | 23 612/23 612             | $2 244 058   |
| Japonia    | Tokio           | Tokyo Dome                      | 130 020/130 020           | $10 025 470  |
| Japonia    | Osaka           | Osaka Dome                      | 69 427/69 427             | $5 317 800   |
| Argentyna  | Buenos Aires    | River Plate Stadium             | 271 766/271 766           | $14 819 850  |
| Brazylia   | Rio de Janeiro  | Praça da Apoteose               | 27 984/27 984             | $1 253 277   |
| Brazylia   | São Paulo       | Estádio Ícaro de Castro Mello   | 48 606/48 606             | $2 591 148   |
| USA        | Syracuse        | Carrier Dome                    | 26 047/28 000             | $1 231 694   |
| Kanada     | Montreal        | Molson Centre                   | 32 097/32 097             | $1 339 778   |
| USA        | Chicago         | United Center                   | 18 762/18 762             | $2 234 920   |
| Kanada     | Toronto         | SkyDome                         | 54 896/54 896             | $2 222 969   |
| Niemcy     | Nuremberg       | Zeppelinfield                   | 91 950/91 950             | $4 336 698   |
| Belgia     | Werchter        | Rock Werchter                   | 95 104/95 104             | $4 095 315   |
| Niemcy     | Düsseldorf      | Rheinstadion                    | 59 022/59 022             | $3 958 940   |
| Niemcy     | Hanower         | Expo Gelaende                   | 89 963/89 963             | $4 253 451   |
| Holandia   | Amsterdam       | Amsterdam Arena                 | 261 277/261 277           | $11 094 308  |
| Szwajcaria | Frauenfeld      | Pferderennbahn                  | 59 768/59 768             | $2 641 315   |
| Austria    | Wiener Neustadt | Flugfeld                        | 57 216/57 216             | $2 497 966   |
| Niemcy     | Monachium       | Olympiastadion                  | 74 588/74 588             | $4 303 476   |
| Hiszpania  | Málaga          | Puerto de Málaga                | 34 450/40 000             | $1 477 476   |
| Hiszpania  | Vigo            | Estadio Balaídos                | 33 116/35 000             | $1 527 642   |
| Hiszpania  | Barcelona       | Estadi Olímpic Lluís Companys   | 52 375/52 375             | $2 464 319   |
| Francja    | Paryż           | Stade de France                 | 76 716/76 716             | $4 406 313   |
| Niemcy     | Gelsenkirchen   | Parkstadion                     | 34 610/40 000             | $2 139 815   |
| Dania      | Kopenhaga       | Idraetsparken                   | 47 726/47 726             | $2 832 622   |
| Szwecja    | Göteborg        | Nya Ullevi                      | 56 683/56 683             | $2 630 783   |
| Norwegia   | Oslo            | Valle Hovin                     | 30 447/35 000             | $1 522 378   |
| Finlandia  | Helsinki        | Olympicstadium                  | 45 236/45 236             | $2 282 011   |
| Estonia    | Tallin          | Song Festival Grounds           | 28 152/40 000             | $1 134 161   |
| Rosja      | Moskwa          | Stadion Łużniki                 | 45 304/45 304             | $1 513 838   |
| Polska     | Chorzów         | Stadion Śląski                  | 44 598/44 598             | $1 440 020   |
| Chorwacja  | Zagrzeb         | Zagreb Hippodrome               | 76 755/76 755             | $2 313 386   |
| Czechy     | Praga           | Sportovni hala                  | -/-                       | –            |
| Niemcy     | Berlin          | Olympiastadion                  | 70 900/70 900             | $4 194 917   |
| Niemcy     | Lipsk           | Festwiese                       | 74 348/74 348             | $3 510 436   |
| Niemcy     | Hamburg         | Trabrennbahn Bahrenfeld         | 90 000/90 000             | $4 235 411   |
| Niemcy     | Brema           | Weserstadion                    | 32 288/40 000             | $2 149 934   |
| Holandia   | Haga            | Malieveld                       | 86 000/86 000             | $3 669 393   |
| Szwecja    | Sztokholm       | Ericsson Globe                  | 15 580/15 580             | $932 377     |
| Niemcy     | Berlin          | Waldbühne                       | 16 403/16 403             | $1 560 032   |
| Niemcy     | Mannheim        | Maimarkt                        | 85 913/85 913             | $4 448 942   |
| Ateny      | Grecja          | Stadion Olimpijski              | 79 446/79 446             | $3 859 407   |
| Stambuł    | Turcja          | Ali Sami Yen Stadium            | 14 873/20 000             | $642 999     |
| RAZEM      | RAZEM           |                                 | 4 511 567/4 592 578       | $248 495 791 |